# Monsters University
Monsters University è un film d'animazione del 2013 diretto da Dan Scanlon, prodotto da Pixar Animation Studios (in co-produzione con Walt Disney Pictures) e distribuito da Walt Disney Studios Motion Pictures.
Il film, con protagonisti del cast vocale John Goodman, Billy Crystal e Steve Buscemi, è il 14º lungometraggio Pixar, nonché prequel del film Monsters & Co. (2001). In questa pellicola, ambientata circa vent'anni prima degli eventi del primo film, Mike e Sullivan erano rivali, prima di poter diventare migliori amici.

## Trama
Mike Wazowski è un piccolo mostro verde con un solo occhio e frequenta la scuola elementare. Deriso da tutti perché incapace di spaventare e socialmente emarginato, vuole diventare proprio uno spaventatore professionista dopo che, un giorno, ha modo di vedere da vicino il lavoro di un vero spaventatore durante la gita scolastica alla Monsters & Co., la grande centrale elettrica cittadina che ricava energia tramite le urla dei bambini.
Raggiunti i 18 anni, Mike decide così di iscriversi alla Facoltà di Spavento della Monsters University. Qui conosce Randall Boggs, detto "Randy", suo compagno di stanza, e James P. Sullivan detto "Sulley", figlio del noto spaventatore Bill Sullivan. Conosce anche il professor Knight, l'insegnante del corso base di Spavento e il rettore dell'università, la professoressa Abigail Tritamarmo, detentrice del record di spavento. Lei informa gli studenti che, al termine del semestre, verrà effettuato un esame per verificare il livello di spavento raggiunto dalle matricole; chi non lo supererà non proseguirà il corso. Nonostante tutti lo considerino inadatto, Mike è convinto di poter superare l'esame con lo studio e comincia subito a lavorare sodo.
Nel giorno dell'esame Mike e Sulley, a seguito di un battibecco, finiscono per distruggere il contenitore di energia commemorativo del record di Tritamarmo presente in aula. Per punirli il rettore decide di non far proseguire il corso né a Mike né a Sulley: al primo perché privo delle caratteristiche necessarie per incutere paura, al secondo per mancanza di disciplina.
Mike non ha alcuna intenzione di perdere il corso di spavento e, per dimostrare al rettore di essere all'altezza, partecipa, tra lo scetticismo generale, alle Spaventiadi, una serie di pericolose gare dove competono le confraternite della scuola per stabilire quale sarà la migliore a spaventare; visto che si deve essere parte di una confraternita per partecipare, Mike decide di unirsi agli Oozma Kappa, la confraternita più sgangherata della scuola ma anche l'unica disposta ad accettarlo. Mike strappa a Tritamarmo una scommessa: se vincerà, tutta la confraternita lui compreso verrà ammessa al corso di spavento, altrimenti dovrà lasciare la MU. Nell'OK però manca ancora un membro per permettere la sua iscrizione; dopo che Mike ha ricevuto il rifiuto di Randy a entrare nella squadra come sesto membro, è Sulley che decide di unirsi a loro ed entra nell'OK.
La prima prova consiste nel attraversare al buio un tunnel pieno di ricci urticanti, per simulare i giocattoli umani che per i mostri sono tossici. Purtroppo la confraternita di Mike e Sulley arriva ultima alla prima prova a causa della mancanza di cooperazione di Mike e della sua sconsideratezza perché pensava più ai suoi obiettivi che alla fraternità, ma viene ripescata perché i Jaws Theta Chi avevano giocato sporco usando protezioni speciali che impedivano a loro di subire allergie dagli ostacoli; nella seconda prova, che si svolge nella biblioteca e non bisogna farsi prendere dalla severa bibliotecaria, che simula il non farsi beccare dai genitori del bambino, è l'indisciplina di Sulley a compromettere il prosieguo nella competizione della confraternita; tuttavia l'OK riesce a cavarsela e si qualifica per la fase successiva.
Da quel momento i componenti dell'OK sembrano essere maggiormente considerati e vengono invitati a una festa organizzata dalla confraternita più importante del campus i ROR, di cui è entrato a far parte anche Randall. In realtà, una volta lì vengono umiliati, con tanto di articolo in prima pagina nel giornale universitario. Questo sembra comportare lo scioglimento della confraternita per una perdita di morale, ma Mike non si perde d'animo e porta i suoi amici presso la Monsters & Co., dove fa loro osservare l'operato di uno spaventatore professionista, dimostrando che un vero spaventatore sa sfruttare le proprie caratteristiche per incutere paura in ogni situazione. Mike infonde così maggiore fiducia in loro stessi, ricompattando la confraternita.
Da quel momento l'OK, sotto la guida e l'istruzione di Mike, diventa una squadra competitiva a tutti gli effetti e supera brillantemente le successive due prove (il labirinto Dove bisogna evitare i teenager e spaventare solo i bambini e la gara di mimetismo). L'ultima sfida riguarda l'abilità nello spaventare un manichino di un bambino, nel simulatore piazzato nello stadio della scuola ed impostato a massima difficoltà. La notte prima dell'ultima prova delle Spaventiadi, mentre tutti i presenti della Monsters University stanno dormendo, Sulley non è convinto delle capacità di Mike e non riesce a prender sonno: decide così di intrufolarsi nel simulatore e manomette le impostazioni di difficoltà del turno di Mike, portandole al livello più basso. Lo spavento di Mike ottiene il punteggio massimo, così gli OK vincono la finale, tuttavia dopo i festeggiamenti Mike si accorge della manomissione del congegno da parte di Sulley; arrabbiato, se ne va deluso insieme agli altri membri della OK, lasciando a Sulley la coppa delle Spaventiadi.
Mike, ferito nell'orgoglio entra di nascosto nel laboratorio della MU e utilizza un prototipo di porta speciale per tentare uno spavento nel mondo umano. Purtroppo però, una volta messo alla prova con bambini veri, scopre con disappunto di non saper incutere alcuna paura in loro, anzi procura l'effetto opposto. Sulley, sentendosi in colpa per la bravata di Mike, oltrepassa la porta per riportare il suo amico a casa. Nel mondo umano i due si chiariscono, e Sulley dice che si era comportato così a causa del nome di suo padre, che gli ha posto un grosso peso sulle sue spalle. In seguito, ritornano alla porta, ma aprendola non trovano il laboratorio bensì solo l'interno dell'armadio, poiché l'azione di Mike è stata scoperta ed il rettore ha deciso di bloccare l'accesso alla porta e di disattivarla fino all'arrivo delle autorità, per non correre pericoli. I due si ritrovano nel mondo umano, accerchiati da poliziotti che stanno per scoprirli. Mike ha l'idea di far tentare al suo amico uno spavento in grado di incutere paura agli adulti, che sarebbe tanto forte da riattivare la porta anche dalla loro parte. Grazie alla coordinazione di Mike, Sulley riesce e attiva la porta, facendo ritornare lui e il suo amico nel mondo dei mostri, ma fa sovraccaricare i contenitori di energia presenti nel laboratorio, facendo collassare la porta. Tritamarmo rimane stupefatta da quello che è successo, ma è costretta a espellere i due mostri dalla MU, per il rischio che hanno fatto correre alla società.
Prima di andarsene, Mike e Sulley salutano i loro amici dell'OK e scoprono che Tritamarmo li ha ammessi al corso di spavento. Salutato anche Sulley, Mike lascia l'università, conscio di non saper spaventare, ma Sulley si unisce a lui, spiegandogli che senza i suoi insegnamenti non sarebbe mai diventato un abile spaventatore e non potrebbe mai rimanere tale se dovessero separarsi. I due iniziano a lavorare insieme nel reparto corrispondenze della Monsters & Co, guadagnando rapidamente promozioni grazie al continuo lavoro finché non raggiungono la tanto ambita carica di spaventatori.

## Personaggi
- Mike Wazowski: è un piccolo mostro verde con arti sottili e un enorme occhio unico al centro della testa-corpo, apparso già nel primo film. In questo film vuole diventare uno spaventatore ma viene espulso dal corso poiché, pur essendo estremamente preparato sul lato tecnico, nell'aspetto pratico non è di fatto spaventoso. Protagonista assoluto delle vicende, si troverà a superare infiniti ostacoli e alla fine riuscirà a realizzare il suo sogno, anche se in un modo che non aveva previsto e dovendo scendere a compromessi. È doppiato in inglese da Billy Crystal e in italiano da Sandro Acerbo.
- James Sullivan: figlio di un noto spaventatore, in questo film viene anche lui espulso dal corso di spavento, perché pur essendo molto dotato non studia mai ed è quindi molto impreparato. Inizialmente spocchioso e spaccone, col trascorrere degli eventi egli rivelerà a Mike che si atteggiava così solo per celare la paura di non essere all'altezza del suo nome. Come ammettono gli umani alla fine del film, nell'aspetto assomiglia ad un orso, ma ha delle corna e la sua pelliccia è blu con chiazze a pois viola, con una serie di piccoli spuntoni sulla schiena. È doppiato in inglese da John Goodman e in italiano da Saverio Indrio.
- Randall Boggs: inizialmente è un nerd timido ed insicuro, con indosso dei grossi occhiali fucsia, ma grazie ai consigli di Mike riesce ad impratichirsi e diventare un bravo spaventatore, tuttavia , quando diventa un membro della ROR Randall cambia il suo carattere in peggio, divenendo arrogante come tutti i membri della confraternita. Nella sfida finale delle Spaventiadi, perde la faccia davanti a tutti gli studenti dell'università poiché, nel duello con Sulley, il ruggito di quest'ultimo è così forte da farlo cadere su un tappeto a cuori, portandolo ad effettuare lo spavento in maniera insufficiente, avendo peraltro acquisito il colore del tappeto senza rendersene conto. Il suo basso punteggio è determinante per la sconfitta dei ROR dopo lo spavento di Mike (seppur con il macchinario truccato da Sulley). I ROR lo espellono con rabbia, e Randall, dopo aver girato lo sguardo verso Sulley, afferma che non avrebbe mai più perso contro di lui, dando il via alla loro rivalità e cominciando a covare rancore nei suoi confronti. Il suo aspetto è sempre quello di un lucertolone viola con molte zampe, come in Monsters & Co., solo reso leggermente più giovane. È doppiato in inglese da Steve Buscemi e in italiano da Luca Dal Fabbro.
- Johnny J. Worthington III: è l'antagonista principale del film. È l'arrogante e altezzoso presidente della Ro Omega Ro (ROR), la più prestigiosa confraternita della MU, la cui squadra partecipa alle Spaventiadi. Cerca sempre di far desistere Mike dal diventare uno spaventatore, spesso umiliandolo. Il suo aspetto è quello di un mostro nerastro con grosse corna, un mento pronunciato e zanne affilate. Il personaggio ricomparirà nuovamente nella serie televisiva animata Monsters & Co. la serie - Lavori in corso!. È doppiato in inglese da Nathan Fillion e in italiano da Marco Foschi.
- Don Carlton: è il presidente della Oozma Kappa. Don è un mostro sulla quarantina basso e grassottello di colore rossastro e bianco, con braccia a tentacoli, un piccolo corno come naso e degli occhiali. I suoi baffi e capelli sembrano le ali di un pipistrello. Ha trascorso circa 30 anni come imprenditore nel campo tessile, poi per una crisi economica la sua vecchia impresa è fallita e Don decide di ritornare al college per provare di nuovo a rimettersi in pista. Data la sua età è quello più maturo del gruppo, ma anche il più impacciato. Alla fine si fidanzerà con Sherri. È doppiato in inglese da Joel Murray e in italiano da Marco Mete.
- Art: non si sa da dove provenga ed è il membro più stravagante dell'Oozma Kappa, il che è tutto dire. Di lui si vengono a sapere particolari sempre più strani, come il fatto che possiede un dito del piede di qualcuno e che è stato almeno una volta in prigione. Il suo aspetto è quello di un mostro tutto gambe, ricoperto di pelo viola e dalle esili braccia. È doppiato in inglese da Charlie Day e in italiano da Paolo Vivio.
- Terri e Terry Perry: formano insieme un mostro bicefalo di colore giallo, con quattro braccia e gambe tentacolari. Terri ha un unico corno sulla testa ed ha il collo più corto, mentre Terry ne ha due ed ha il collo più lungo. Entrambi hanno un unico grande occhio. Litigano spesso, perché hanno interessi e caratteri molto diversi, però durante le Spaventiadi effettueranno un ottimo gioco di squadra perché comunque sia sono molto legati tra loro. Sono doppiati in inglese da Sean Hayes (Terri) e Dave Foley (Terry) e in italiano da Francesco Mandelli (Terri) e Fabrizio Biggio (Terry).
- Scott "Soufflé" Squibbles: è uno dei membri dell'Oozma Kappa. È dolce, infantile e vive ancora con la madre, inoltre inizia spesso le sue scene salutando la folla. Il suo aspetto è quello di un mostro paffuto di colore rosa pallido (da qui il suo soprannome) con cinque occhi e due piccole corna. È solito fare delle comparse improvvise, specie con Mike, facendolo sussultare. È doppiato in inglese da Peter Sohn e in italiano da Gabriele Patriarca.
- Abigail Tritamarmo (Abigail Hardscrabble in oroginale): è il rettore della Monsters University e detiene il record di spavento, anche se alla fine verrà battuto da Sulley. Tritamarmo ha un'indole troppo intransigente, tendendo ad avere un atteggiamento freddo e spiazzante con i suoi studenti. Ha l'aspetto di un mostro inquietante, mezzo centipede e mezzo gargoyle. Alla fine del film espelle dalla Monsters University Mike e Sulley.  È doppiata in inglese da Helen Mirren e in italiano da Rita Savagnone.
- Derek Knight: è l'insegnante del corso base di spavento frequentato da Mike, Randall e Sulley. Il suo aspetto è quello di un mostro simile ad un dinosauro arancione, con punte in testa simili a capelli irsuti. È doppiato in inglese da Alfred Molina e in italiano da Stefano De Sando.
- Chet Alexander: fa parte della ROR. Si tratta di un mostro di colore rosso simile a un granchio, con un solo occhio, che parla in modo biascicato per la mancanza di alcuni denti. Ha un carattere molto ruffiano, poiché adula spesso Johnny J Worthington III, il suo presidente. È doppiato in inglese da Bobby Moynihan e in italiano da Corrado Conforti.
- Sherri Squibbles: è la madre di Scott. È molto pacata e protettiva ed il suo aspetto è simile a quello del figlio, ma con caratteristiche femminili ed i capelli biondi. Alla fine si fidanzerà con Don. È doppiata in inglese da Julia Sweeney e in italiano da Lorenza Biella.

## Produzione
L'idea di sviluppare un secondo film basato sulle vicende di Monsters & Co. era nei piani della Disney fin dal 2005. Inizialmente, a causa di alcuni disaccordi tra l'allora amministratore delegato della Disney Michael Eisner e il proprietario della Pixar Steve Jobs, la Disney annunciò che un sequel di Monsters & Co. sarebbe stato prodotto dalla Circle 7 Animation. Nonostante questo, dopo il cambio di gestione della Disney, che a fine 2005 passò dalle mani di Eisner a quelle di Bob Iger, le trattative con la Pixar vennero riaperte e a inizio 2006 la Disney annunciò di aver acquistato lo studio. In questo modo i diritti di proprietà della Disney sulla produzione dei sequel dei film Pixar vennero affidati direttamente allo studio, portando così alla chiusura della Circle 7 Animation.
La produzione del sequel di Monsters & Co. venne ufficialmente annunciato dalla Pixar il 22 aprile 2010. Il 29 marzo 2011 venne annunciato al CinemaCon che il titolo del film sarebbe stato Monsters University e che si sarebbe trattato di un prequel.
Il 31 marzo 2011 venne confermato che Dan Scanlon sarebbe stato il regista del film e che Kori Rae sarebbe stato il produttore. Gli attori John Goodman, Billy Crystal, Steve Buscemi, Bob Peterson e John Ratzenberger doppiano nuovamente i personaggi che avevano doppiato nel primo film, mentre nuove aggiunte al cast vocale comprendono Dave Foley, Julia Sweeney, Joel Murray, Peter Sohn, Alfred Molina, Nathan Fillion e l'attrice premio Oscar Helen Mirren. Il budget di produzione del film è stato di 200 milioni di dollari.

## Distribuzione
Il primo teaser trailer ufficiale in inglese del film è stato distribuito online il 20 giugno 2012, a cui è seguito poche ore dopo anche la versione in italiano dello stesso. L'11 febbraio 2013 è stato distribuito il primo trailer completo del film, a cui è seguito due giorni dopo anche la versione in italiano dello stesso.
L'anteprima mondiale del film si tenne il 5 giugno 2013 alla BFI Southbank di Londra, con una proiezione speciale alla presenza del regista e dei produttori. Il successivo 8 giugno si tenne l'anteprima statunitense, avvenuta in occasione della trentanovesima edizione del Seattle International Film Festival e il successivo 15 giugno si tenne inoltre l'anteprima asiatica, avvenuta in occasione dell'apertura della sedicesima edizione del Shanghai International Film Festival.
Il film doveva inizialmente essere distribuito nei cinema statunitensi a partire dal 16 novembre 2012, ma la data di uscita venne successivamente spostata al 21 giugno 2013.
In Italia il film è stato presentato in anteprima il 12 giugno 2013 a Roma alla presenza del regista Dan Scanlon, della produttrice Kori Rae e dei "soliti idioti" Francesco Mandelli e Fabrizio Biggio, doppiatori nella versione italiana di Terri e Terry Perry, il mostro bicefalo compagno di Mike e Sullivan. Nelle sale cinematografiche è stato distribuito a partire dal 21 agosto 2013.

### Edizione italiana
Il doppiaggio italiano e la sonorizzazione sono stati effettuati dalla Dubbing Brothers Int. Italia. La direzione del doppiaggio e i dialoghi sono a cura di Carlo Valli, con la supervisione di Roberto Morville.

#### Doppiaggio
Nell'edizione italiana gli unici doppiatori del cast del primo film a riprendere i propri ruoli sono stati Loretta Goggi nel ruolo di Roz e Renato Cecchetto nel ruolo dello yeti. I due storici doppiatori italiani di Mike e Sulley, rispettivamente Tonino Accolla e Adalberto Maria Merli, vengono sostituiti in questa pellicola rispettivamente da Sandro Acerbo e Saverio Indrio, mentre il doppiatore italiano di Randall, Daniele Formica (morto nel 2011), venne sostituito da Luca Dal Fabbro (doppiatore ufficiale di Steve Buscemi). Tonino Accolla, doppiatore di Mike nel primo film, è morto un mese prima dell'uscita del film, a sua volta viene sostituito da Sandro Acerbo. Adalberto Maria Merli doppiatore di Sulley, si è ritirato dal doppiaggio, a sua volta viene sostituito da Saverio Indrio.

## Colonna sonora
La colonna sonora del film è composta nuovamente da Randy Newman, già collaboratore della Pixar per la serie di Toy Story, A Bug's Life - Megaminimondo, Cars - Motori ruggenti e Monsters & Co.. I DJ Axwell e Sebastian Ingrosso, componenti del gruppo Swedish House Mafia, hanno composto una traccia originale, intitolata Roar, per la colonna sonora del film. La colonna sonora è stata distribuita in formato CD dalla Walt Disney Records a partire dal 18 giugno 2013.

### Tracce
1. Main Title – 0:51
2. Young Michael – 3:58
3. First Day at MU – 4:32
4. Dean Hardscrabble – 3:19
5. Sulley – 0:48
6. Scare Pig – 2:00
7. Wasted Potential – 1:16
8. Oozma Kappa – 3:16
9. Stinging Glow Urchin – 2:34
10. Field Trip – 3:57
11. Rise and Shine – 3:00
12. The Library – 3:44
13. Axwell e Sebastian Ingrosso – Roar – 2:52
14. The Scare Games – 5:58
15. Did You Do This? – 2:00
16. Human World – 2:07
17. The Big Scare – 3:02
18. Goodbyes – 3:11
19. Mike and Sulley – 1:12
20. Monsters University – 1:34

Durata totale: 55:11